# Bèlacomba e Tarendòu
Bellecombe-Tarendol és un municipi francès situat al departament de la Droma i a la regió d'Alvèrnia-Roine-Alps. L'any 2007 tenia 94 habitants.

## Demografia

### Població
El 2007 la població de fet de Bellecombe-Tarendol era de 94 persones. Hi havia 40 famílies de les quals 12 eren unipersonals (12 dones vivint soles i 12 dones vivint soles), 16 parelles amb fills i 12 famílies monoparentals amb fills.
La població ha evolucionat segons el següent gràfic:
Habitants censats

### Habitatges
El 2007 hi havia 70 habitatges, 40 eren l'habitatge principal de la família i 30 eren segones residències. 65 eren cases i 4 eren apartaments. Dels 40 habitatges principals, 29 estaven ocupats pels seus propietaris, 8 estaven llogats i ocupats pels llogaters i 3 estaven cedits a títol gratuït; 4 tenien dues cambres, 10 en tenien tres, 12 en tenien quatre i 14 en tenien cinc o més. 25 habitatges disposaven pel capbaix d'una plaça de pàrquing. A 16 habitatges hi havia un automòbil i a 20 n'hi havia dos o més.

### Piràmide de població
La piràmide de població per edats i sexe el 2009 era:
| Homes | Edats   | Dones |
| ----- | ------- | ----- |
| 0     | 95 o +  | 4     |
| 0     | 90 a 94 | 0     |
| 0     | 85 a 89 | 0     |
| 0     | 80 a 84 | 0     |
| 0     | 75 a 79 | 4     |
| 4     | 70 a 74 | 0     |
| 0     | 65 a 69 | 4     |
| 0     | 60 a 64 | 0     |
| 8     | 55 a 59 | 0     |
| 4     | 50 a 54 | 0     |
| 0     | 45 a 49 | 4     |
| 0     | 40 a 44 | 0     |
| 4     | 35 a 39 | 4     |
| 0     | 30 a 34 | 0     |
| 4     | 25 a 29 | 0     |
| 4     | 20 a 24 | 0     |
| 4     | 15 a 19 | 0     |
| 0     | 10 a 14 | 0     |
| 4     | 5 a 9   | 4     |
| 0     | 0 a 4   | 0     |

## Economia
El 2007 la població en edat de treballar era de 66 persones, 52 eren actives i 14 eren inactives. De les 52 persones actives 45 estaven ocupades (27 homes i 18 dones) i 7 estaven aturades (2 homes i 5 dones). De les 14 persones inactives 3 estaven jubilades, 6 estaven estudiant i 5 estaven classificades com a «altres inactius».
Activitats econòmiques
Dels 6 establiments que hi havia el 2007, 1 era d'una empresa de construcció, 2 d'empreses d'hostatgeria i restauració, 1 d'una entitat de l'administració pública i 2 d'empreses classificades com a «altres activitats de serveis».
Dels 3 establiments de servei als particulars que hi havia el 2009, 1 era un paleta, 1 perruqueria i 1 restaurant.
L'any 2000 a Bellecombe-Tarendol hi havia 15 explotacions agrícoles.

## Poblacions més properes
El següent diagrama mostra les poblacions més properes.